# Karabinek MPi-KM

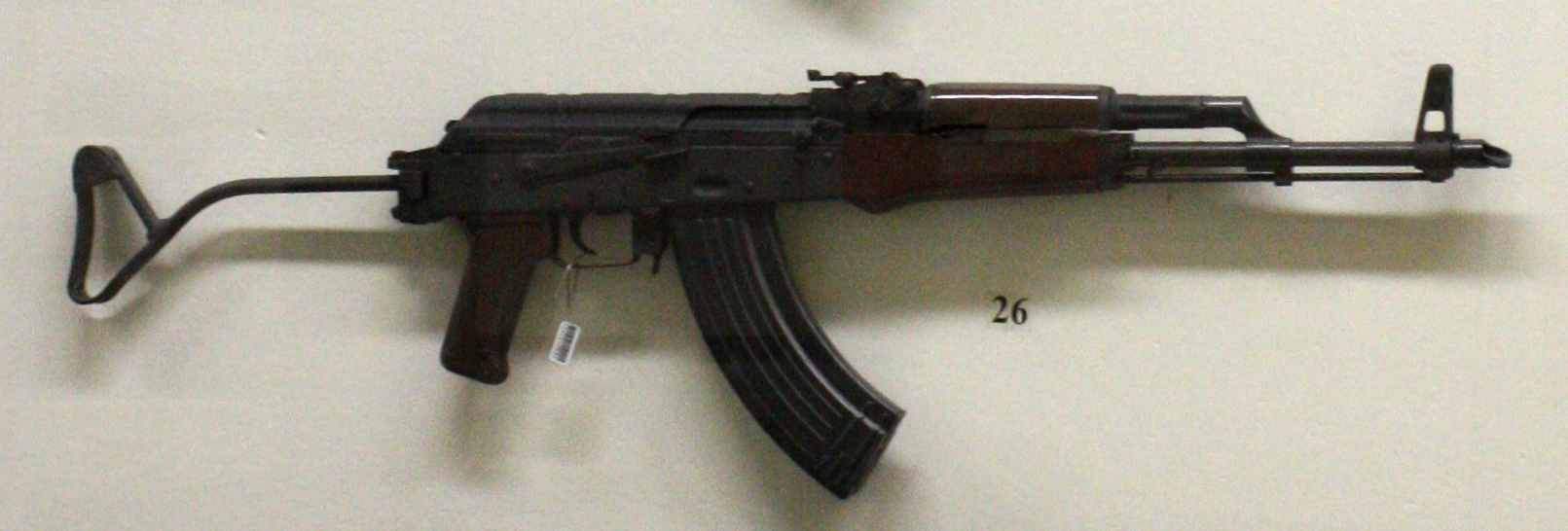
MPi KMS 72

MPi-KM – produkowana w NRD wersja licencyjna karabinka automatycznego AKM.

## Historia
W 1958 roku VEB Fahrzeug und Waffenfabrik „Ernst Thälmann” rozpoczęła produkcję licencyjną karabinka AK pod oznaczeniem MPi-K. W 1961 roku rozpoczęto wytwarzanie jego zmodernizowanej wersji – karabinka AKM. Początkowo odmiana z kolbą stałą, oznaczona jako MPi-KM, różniła się od radzieckich modeli wyłącznie oznaczeniami przełącznika rodzaju ognia (D nad E). Powstała także wersja z kolbą składana oznaczona MPi-KMS. W odróżnieniu od radzieckiego AKMS, kolba składała się nie w dół, ale na bok komory zamkowej i była wykonana z metalowego pręta, do którego trzema nitami przymocowany był za pomocą trójkątnych wsporników tłoczony trzewik.
W 1972 roku rozpoczęto produkcję zmodernizowanych wersji MPi-KM i MPi-KMS. MPi-KM 72 miał nową kolbę i łoże wykonane z szaroniebieskiego (rzadziej ciemnobrązowego) tworzywa sztucznego. Kolba miała charakterystyczną, kropkowaną fakturę. MPi-KMS 72 miał łoże z tworzywa sztucznego identyczne jak MPi-KM 72 oraz prętową kolbę wykonaną z wygiętego i zespawanego pręta. Część pręta tworzącą trzewik spłaszczono i ponacinano.
Różne odmiany karabinka MPi-KM były standardową bronią armii wschodnioniemieckiej do początku lat 80. XX wieku, kiedy zaczęły je zastępować MPi AK-74N. Konstrukcja była również eksportowana, zwłaszcza do krajów Bliskiego Wschodu, zaś po 1990 w dużej liczbie trafiła do Indii, Ameryki Południowej oraz Afryki.

## Opis
MPi-KM to konstrukcja samoczynno-samopowtarzalna. Automatyka broni działa na zasadzie odprowadzania gazów prochowych z długim skokiem tłoka gazowego. Dwuryglowy zamek ryglowany jest przez obrót. Rękojeść przeładowania po prawej stronie broni i na stałe związana z suwadłem. Mechanizm spustowy z przełącznikiem rodzaju ognia. Skrzydełko bezpiecznika/przełącznika rodzaju ognia po prawej stronie komory zamkowej w pozycji zabezpieczonej zasłania wycięcie, w którym porusza się rękojeść przeładowania. Magazynki 30 nabojowe, wymienne z AK-47 i AKM. Kolba stała (MPi-KM) lub składana (MPi-KMS). Przyrządy celownicze mechaniczne, składają się z muszki i celownika krzywiznowego (nastawy do 800 m).